# Hiérarchie céleste
Ne doit pas être confondu avec Bureaucratie céleste.

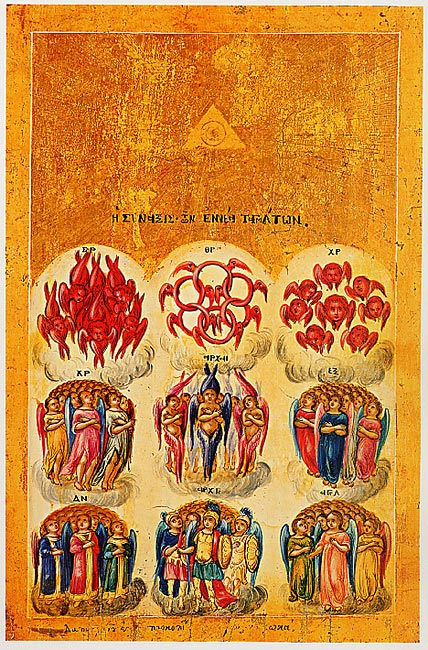
La hiérarchie céleste (Grèce, XVIIIe siècle)

L'expression hiérarchie céleste désigne, dans la théologie chrétienne, une stratification systématique des créatures angéliques. La classification des anges selon Thomas d'Aquin est reconnue par le magistère de l'Église catholique. Elle est enseignée dans les principales universités catholiques pontificales en cours d'Angélologie et Démonologie pour les futurs prêtres-exorcistes. Il ne s'agit pas d'un dogme, mais d'un aboutissement d'une longue réflexion théologique. Sa formulation classique se développe à partir du Ve siècle, dans l'œuvre du Pseudo-Denys, en même temps que la notion de hiérarchie ecclésiastique, et par analogie avec celle-ci. 

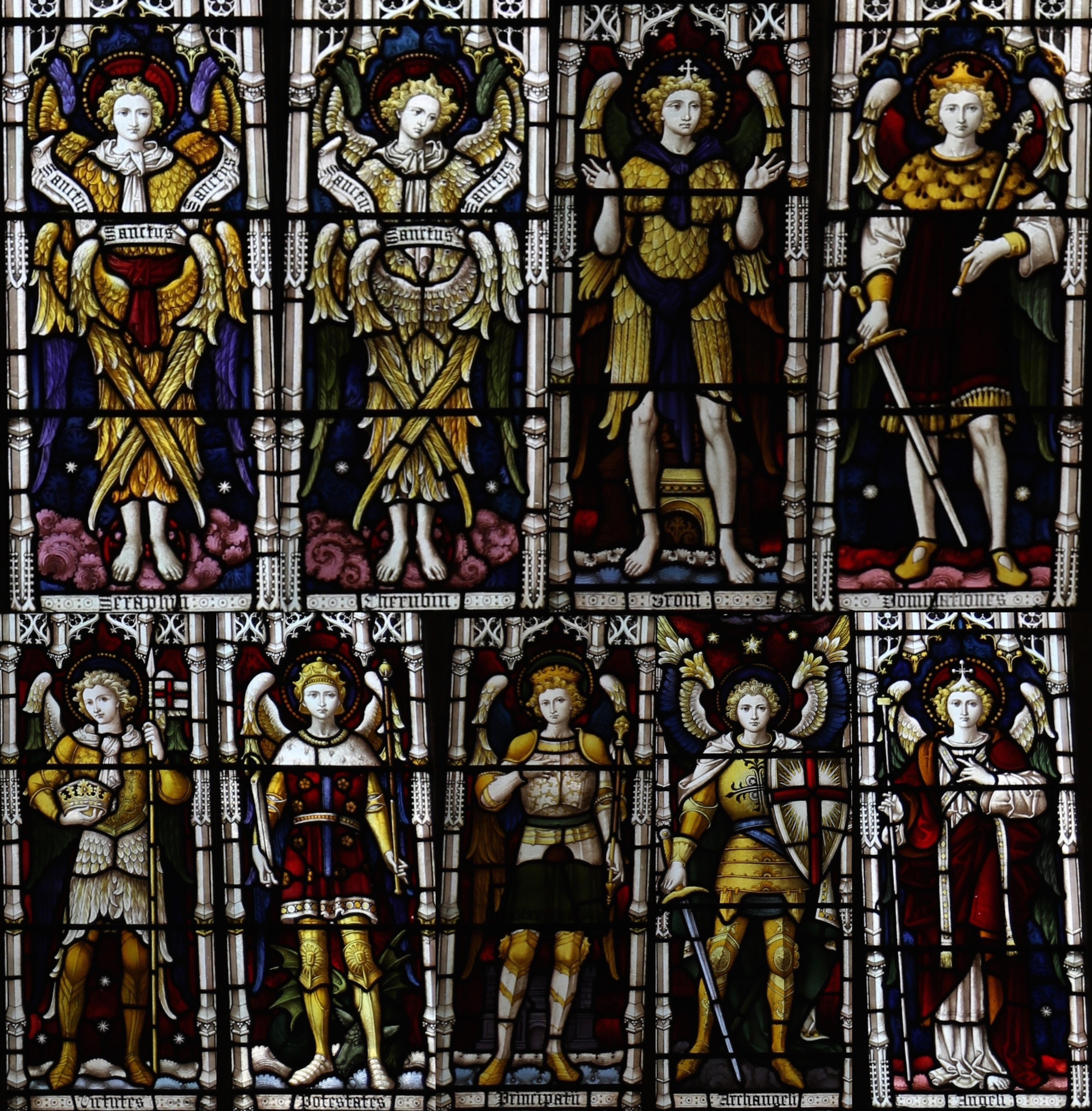
Les neuf figures angéliques représentent les neuf rangs des anges. Vitrail à l’.

## Aux origines
La Bible distingue diverses sortes de créatures célestes : outre les Anges proprement dits (nommés ou pas), on trouve chez Isaïe des Séraphins, chez Ézéchiel des Chérubins, chez Paul des Trônes, des Dominations, des Principautés, des Puissances, des Vertus et des Archanges. Au total, de l'Ancien au Nouveau Testament, il en existe neuf catégories différentes.
Ainsi que le rapporte un Sermon de Saint Grégoire le Grand, cité dans le bréviaire :
« Nous connaissons par les livres sacrés neuf ordres distingués parmi les Esprits célestes, les Anges, les Archanges, les Vertus, les Puissances, les Principautés, les Dominations, les Trônes, les Chérubins et les Séraphins. En effet, il est parlé des Anges et des Archanges dans presque tous les livres de l’Écriture. Tout le monde sait que les Prophètes font souvent mention des Chérubins et des Séraphins. Saint Paul d’un autre côté a parlé de quatre ordres différents dans l’Épître aux Éphésiens, où il dit que Jésus Christ a été élevé au-dessus des Puissances, des Principautés, des Vertus et des Dominations ; et il en nomme un cinquième dans l’Épître aux Colossiens, où il parle des Trônes et des Dominations, des Principautés et des Puissances. Si l’on joint donc l’ordre des Trônes aux quatre dont il est parlé dans l’Épître aux Éphésiens, on trouve qu’il y en a cinq, et si l’on ajoute à ces cinq les Anges, les Archanges, les Chérubins et les Séraphins, on aura les neuf ordres d’Anges dont nous parlons. »
Cependant, le concept d'une hiérarchie entre ces êtres spirituels prend plutôt sa source dans la tradition apocryphe juive, mais aussi dans le contexte religieux et philosophique de la période hellénistique. C'est donc à partir de matériaux d'origines variées que les Pères de l'Église ont opéré un travail d'ordonnancement systématique des anges. Celui-ci aboutit, dès la seconde moitié du IVe siècle, à une division en neuf chœurs angéliques, divisés en trois triades ; à savoir, par ordre d'importance : les séraphins, les chérubins et les trônes, puis les dominations, les vertus et les puissances, enfin les principautés, les archanges et les anges. C'est ainsi que l'on voit apparaître l'ordre classique sous la plume de saint Ambroise de Milan « Dominus noster Jesus ... cui Angeli et Archangeli, Virtutes et Potestates et Principatus, Throni et Dominationes, Cherubim et Seraphim indefesso obsequio serviebant ». 
Si l'on doit à saint Éphrem et aux Pères de l'Église syrienne en général, l'ébauche de cet ordre, on en trouve déjà une esquisse chez certains Pères grecs, comme Clément d'Alexandrie, Grégoire de Nazianze, Jean Chrysostome et Cyrille de Jérusalem. C'est toutefois le Pseudo-Denys qui en consacrera la formule pour la tradition à venir.

## Le Pseudo-Denys

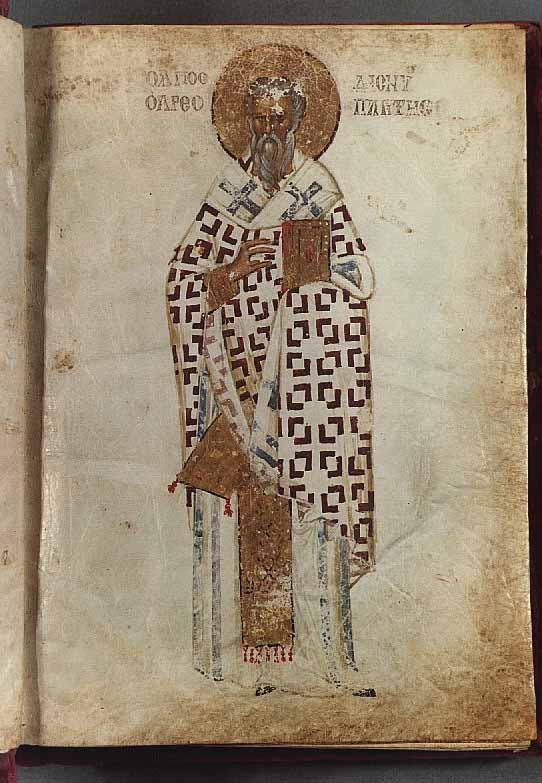
Le Pseudo-Denys dans un manuscrit médiéval (1403-1405)

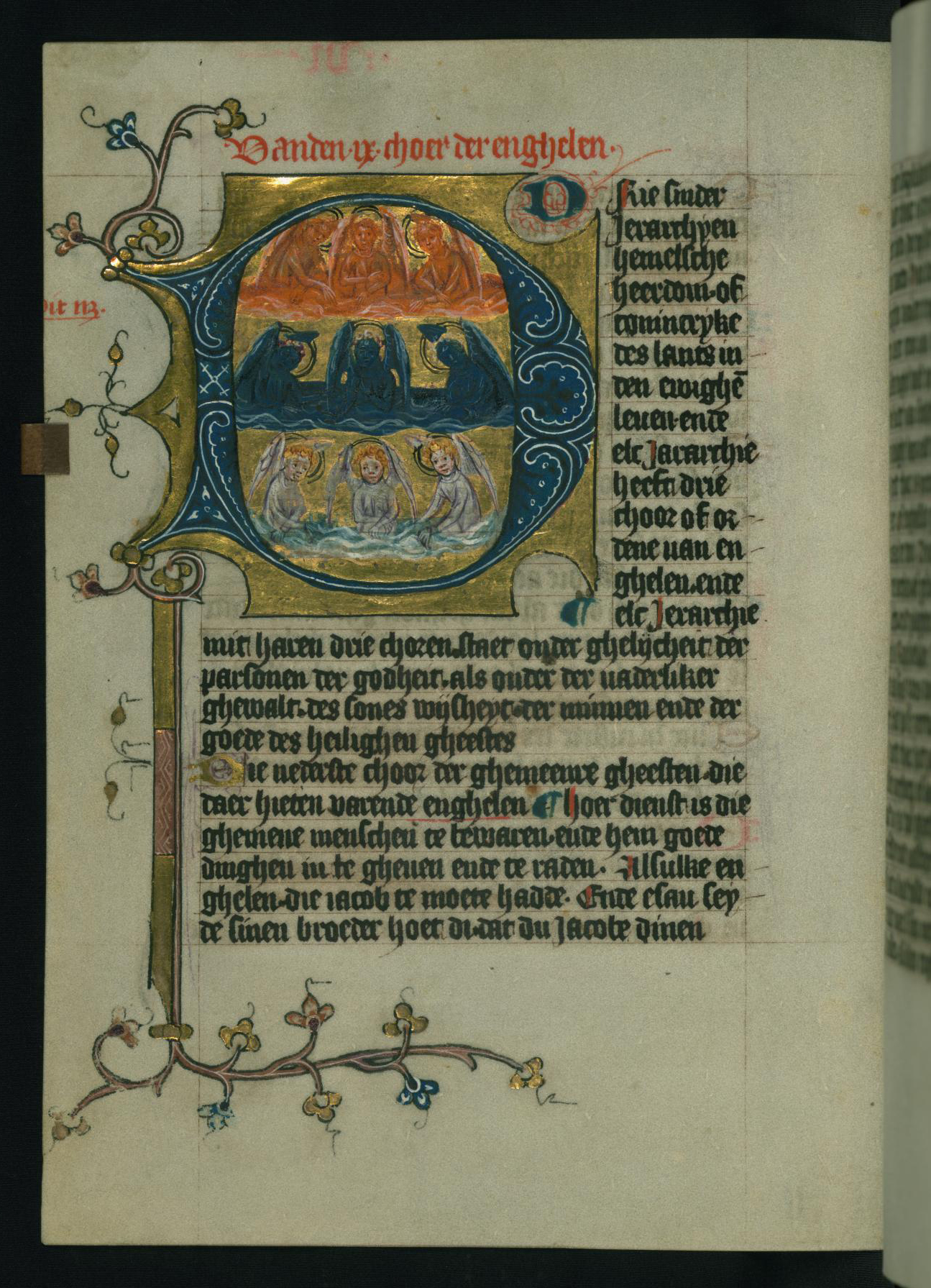
La hiérarchie céleste dans un manuscrit médiéval (1400-1404)

Le Pseudo-Denys est un écrivain néoplatonicien converti au christianisme. Dans son ouvrage intitulé la Hiérarchie céleste, la stratification angélique correspond à une triple intention de l'auteur : s'aligner sur la théologie néoplatonicienne, théoriser la vie spirituelle et, en un sens, justifier l'émergence d'une hiérarchie dans l'Église.
| L'Un                                               |                           |
| Les Séraphins Les Chérubins Les Trônes             | HIÉRARCHIE CÉLESTE        |
| Les Dominations Les Vertus Les Puissances          | HIÉRARCHIE CÉLESTE        |
| Les Principautés Les Archanges Les Anges           | HIÉRARCHIE CÉLESTE        |
| L'évêque Le prêtre Le diacre                       | HIÉRARCHIE ECCLÉSIASTIQUE |
| Les moines Les chrétiens baptisés Les catéchumènes | HIÉRARCHIE ECCLÉSIASTIQUE |

### La théologie néoplatonicienne
Pensée de l'émanation et du retour à l'Un, le néoplatonisme élabore une vision de l'univers jalonné d'intermédiaires, de manière à concilier également multiplicité des divinités païennes et unicité supérieure du divin. Au Ve siècle, chez le philosophe Proclus, les intelligences célestes assurent une théophanie pédagogique, en transmettant au monde inférieur la connaissance et l'énergie de la divinité, par nature inconnaissable. De plus, pour Jamblique dans le Livre des Mystères comme pour Proclus dans la Théologie platonicienne, toute réalité reflète le triple mouvement de l'intelligence (manence, procession et conversion), de sorte que l'agencement des intelligences célestes prendra la forme de triades hiérarchisées. Dès Jamblique (250-330), les néo-platoniciens établissent cette hiérarchie céleste : Un, dieux (intelligibles, intelligibles-intellectifs), archanges, anges, daïmones, archontes directeurs, âmes humaines. « Or la puissance qui purifie les âmes est parfaite dans les dieux, dans les archanges anagogiques ; les anges ne font que libérer des liens de la matière, tandis que les démons tirent vers la nature ; les héros ramènent au souci des œuvres sensibles ; les archontes mettent en main ou la présidence du cosmique ou la providence du matériel ; les âmes, quand elles se manifestent, entraînent en quelque manière vers le devenir » (Jamblique, Les Mystères d'Égypte, II, 5, Les Belles Lettres, 1966, p. 85).

### L'initiation mystique

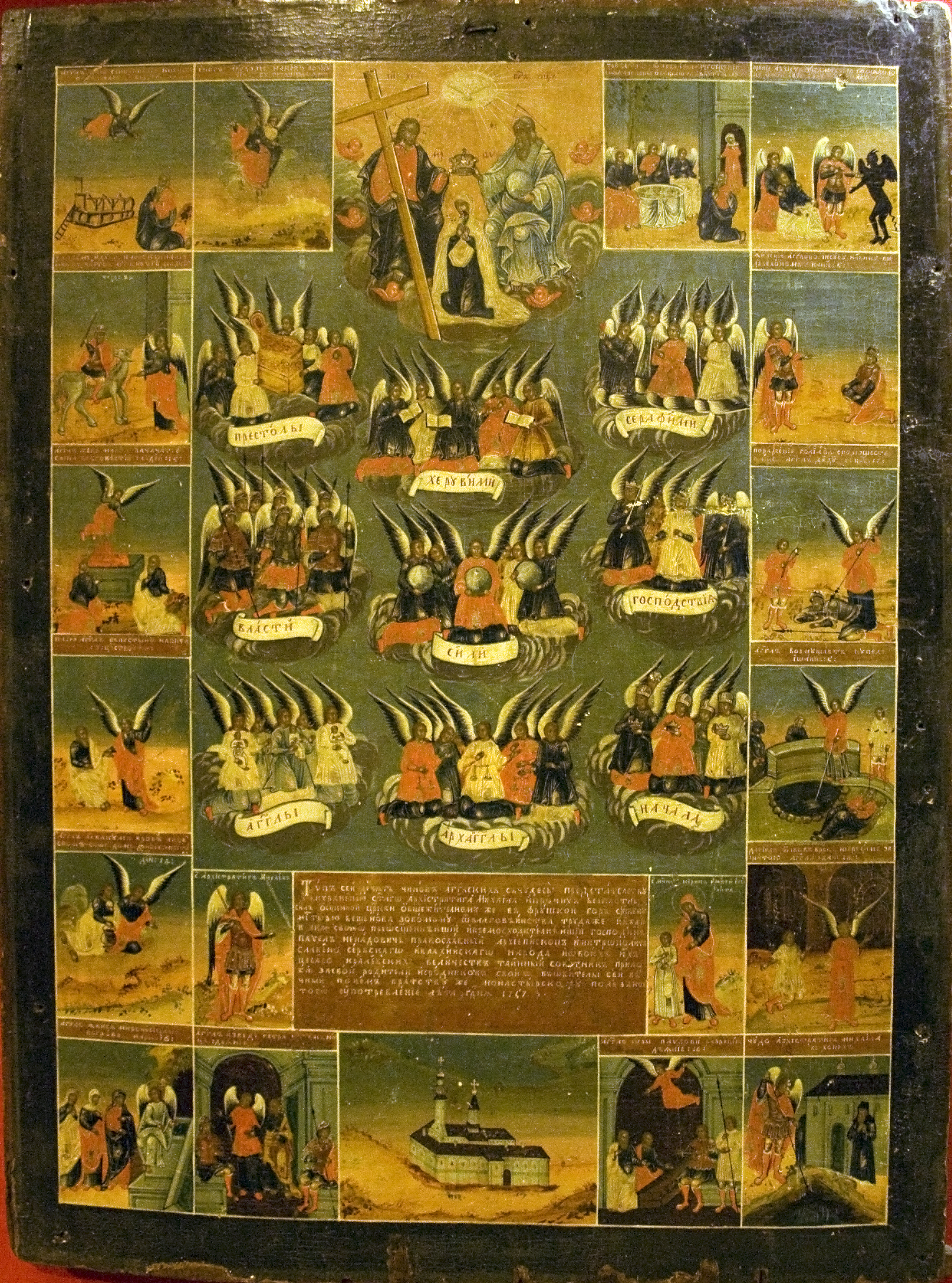
Les trois triades angéliques (École russe, 1757).

Conformément à cette perspective, le Pseudo-Denys est amené à répartir les neuf catégories angéliques en trois triades, chacune de celles-ci exerçant les trois opérations mystiques de purification, d'illumination et d'union, avec plus ou moins d'intensité selon qu'elle est plus ou moins proche du Dieu Un, c'est-à-dire du principe divinisateur, appelé Théarchie divine. La première triade est la plus haute dans la hiérarchie, car elle est unie au divin sans intermédiaire : il s'agit des séraphins, des chérubins et des trônes (qui portent Dieu). La deuxième triade est unie au divin par l'intermédiaire de la première : elle reçoit une illumination moindre, qu'elle a pour rôle de transmettre à l'étage inférieur, et se compose des dominations, vertus et puissances. Quant à la troisième triade, formée des principautés, des archanges et enfin des anges, elle constitue le dernier maillon entre les ordres supérieurs et le monde des hommes, toujours à purifier. 
Dans le monde de la Matière, la triade inférieure se présente comme les gardiens des collectivités et des individus : messagers et interprètes, ceux-ci révèlent aux hommes les mystères divins, avec un esprit de parfaite conformité à la volonté divine. Dans le monde de l'Âme, la triade intermédiaire représente le combat et la victoire sur le démon, mais aussi l'affermissement spirituel à travers un idéal d'amour universel. Enfin, dans le monde de l'Esprit, la triade supérieure, en proie aux illuminations et aux embrasements de sagesse et de science, initie à la contemplation, conçue comme une plongée au sein de la nature divine. À l'illumination descendante correspond ainsi une illumination ascendante : la contemplation humaine du mystère trinitaire se situe donc nécessairement au sommet d'une progression à travers les étages de la condition angélique.     
D'après les Pères de l'Église en effet, les anges sont des éducateurs qui préparent l'âme à l'œuvre du Christ, en l'introduisant progressivement dans la vie spirituelle. Ils la font ainsi participer à la vie angélique, comme à leur être même, par un dégagement des réalités sensibles, qui anticipe les modalités d'existence dans l'au-delà. Clément d'Alexandrie n'ira-t-il pas jusqu'à prétendre que l'âme prend successivement la nature des anges qui l'ont instruite au fur et à mesure de son ascension mystique ? Cette opinion n'a pas été retenue par la tradition, de même que la notion de hiérarchie céleste n'a jamais été érigée en dogme, probablement parce que l'une et l'autre posent en termes de nature une question qu'un Origène a posée, dès cette époque, en termes de grâce.

### La hiérarchie ecclésiale
Dans le contexte d'une Église où des décisions théologiques devaient continuellement être prononcées, un second volume, intitulé La hiérarchie ecclésiastique, complète et reflète, chez le Pseudo-Denys, la présentation de la hiérarchie angélique. Ici encore, le terme ne se trouve pas dans le Nouveau Testament, mais l'Aréopagite a été le premier à l'appliquer aux structures de l'Église, en effectuant un rapprochement analogique entre le triple ordre céleste et la triade ministérielle, composée de l'évêque, du presbytre et du diacre". À cette triade des initiateurs correspond la triade des initiés : purifiés, illuminés, parfaits (ou moines); classification dans laquelle on reconnaît les trois stades de la vie spirituelle. Sur la terre comme aux cieux, Jésus est le chef des deux hiérarchies, à travers lesquelles l'initiation, l'illumination et la perfection sont transmises de manière continue, de degré en degré, par ordre ascendant. De ce schéma autoritaire, les moines retiendront l'idéal d'imitation de la vie angélique, qu'ils symboliseront par l'image de l'échelle mystique, aussi bien en Occident (Benoît de Nursie) qu'en Orient (Jean Climaque).

## Classification des anges
La classification des anges selon Thomas d'Aquin est reconnue par le magistère de l’Église catholique. Elle est enseignée dans les principales universités catholiques pontificales en cours d'angélologie et démonologie pour les futurs prêtres-exorcistes.
Les noms qui qualifient les ordres angéliques sont des noms propres à chaque ordre, mais peuvent qualifier dans une certaine mesure tous les autres : ainsi, même si les Trônes sont un ordre dont la fonction spécifique est d'être le siège de Dieu, le psalmiste écrit néanmoins « Toi qui es assis sur les chérubins » ; mais chaque ordre tire son nom propre de ce qu'il a reçu la plénitude de cette fonction particulière.

### Hiérarchie du premier degré
La triade supérieure est formée d'anges qui ont le privilège de servir Dieu, de l'approcher et de le contempler. Les Séraphins, Chérubins et Trônes personnifient trois dimensions spirituelles immanentes et transcendantes suivant lesquelles se manifeste Dieu pour l'Homme : l'amour pour les Séraphins, la raison pour les Chérubins, et la justice pour les Trônes.

#### Séraphins

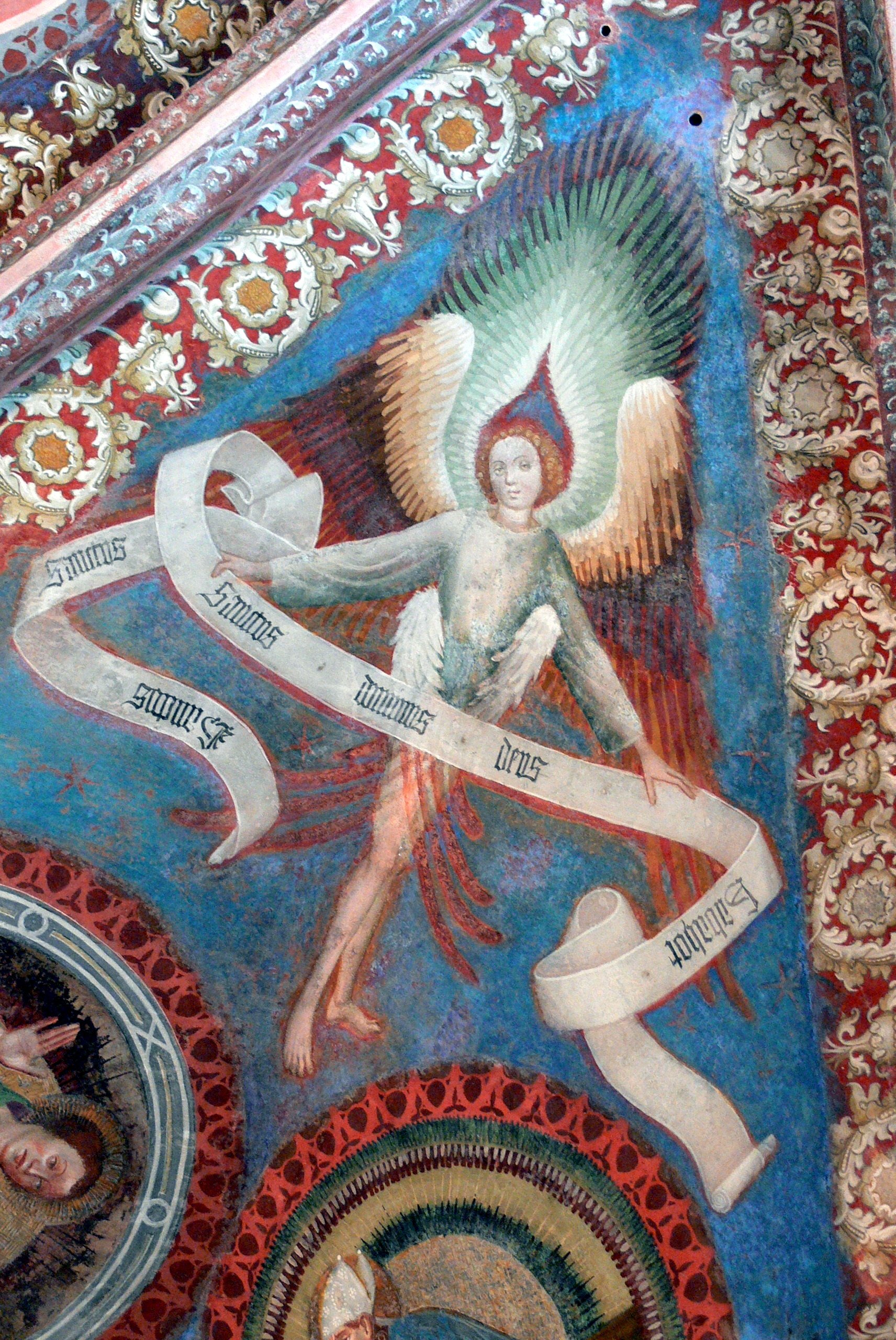
Séraphin portant les paroles du Sanctus. Fresque, St. Jakob, Kastelaz.

Les Séraphins sont au neuvième et dernier degré de la hiérarchie céleste. Le mot hébreu seraphim est un nom pluriel dérivé du verbe saraph, qui signifie « brûler ». (Lv 4:12) Le terme hébreu seraphim veut donc dire littéralement « les brûlants ». Leur nom signifie chaleur et lumière : ils sont enflammés de l'amour de Dieu au plus haut degré, « Car notre Dieu est un feu dévorant » (He 12:29) ; leur qualité principale est l'amour.
Ils apparaissent dans la vision d’Isaïe, où leur chant de louange est à l'origine du Sanctus :
« Dans l’année où mourut le roi Ozias, moi, cependant, je vis le Seigneur, siégeant sur un trône haut et élevé, et les pans de son vêtement remplissaient le temple. Des séraphins se tenaient au-dessus de lui. Chacun avait six ailes. Avec deux il tenait sa face couverte, et avec deux il tenait ses pieds couverts, et avec deux il volait. Et celui-ci appelait celui-là et disait : “Saint, saint, saint est l’Éternel des armées. Toute la terre est pleine de sa gloire.” » (Is 6:1-7).
Leur couleur symbolique est le rouge, visages et ailes. Les ailes, au nombre de six, couvrent entièrement le corps. On leur met en main une épée flamboyante ou des flammes, et chez les Byzantins, un double flabellum avec l'inscription : « Saint, saint, saint » ; au tombeau de saint Pierre de Vérone, à Milan (1338), ils tiennent un chandelier allumé.

#### Chérubins

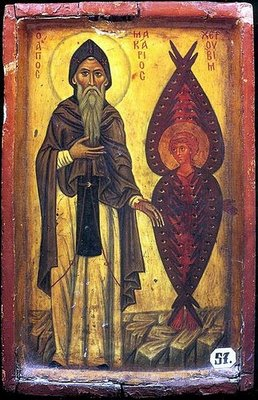
Saint Macaire avec un chérubin.

Les Chérubins constituent le huitième chœur de la hiérarchie céleste des anges. Leur nom signifie sagesse et science : ils sont capables de montrer à Dieu ceux qui doutent, et leur vertu est la science. 
Le mot « chérubin » vient du latin ecclésiastique cherub (pluriel cherubin), transcription de l'hébreu כרוב (kerūb), pluriel כרובים (kerubīm). Mais le terme serait d'origine assyrienne. Dans cette langue, « kéroub » ou « karibu » signifierait « celui qui prie » ou « celui qui communique ».

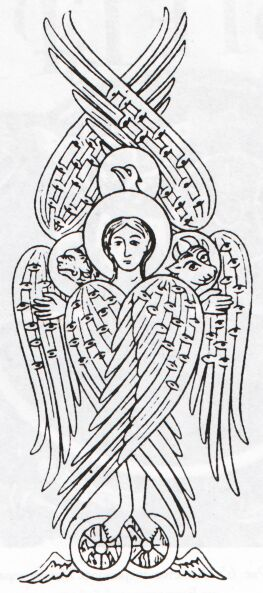
Le Chérubin tétramorphe de la vision d'Ézéchiel. Délinéation d'une mosaïque du Monastère de Vatopedi.

On retrouve des Chérubins à de nombreux passages dans la Bible, mais leur description n'est pas cohérente d'un passage à l'autre. Dans le livre de la Genèse, ce sont eux qui gardent l'entrée du jardin d'Éden, « avec une épée flamboyante tournoyant en tous sens». Dans le livre de l'Exode , ils ont pour fonction de protéger l'Arche d'alliance, et n'ont que deux ailes. C'est dans cette position qu'on les retrouve probablement dans le Livre des Nombres, puis dans le Livre des Rois. Cependant, le livre de l'Apocalypse leur donne six ailes, comme les Séraphins.
Les chérubins sont au centre de la vision d'Ézéchiel, où ils semblent avoir une anatomie compliquée :
« Je regardai et je vis quatre roues à côté des chérubins, une roue à côté de chacun d’eux. Elles avaient l’éclat de la chrysolithe. Toutes les quatre étaient pareilles et paraissaient imbriquées au milieu l’une de l’autre. Elles pouvaient donc se déplacer dans les quatre directions sans se tourner ; en effet, elles allaient du côté vers lequel se tournait la tête, sans pivoter dans leur mouvement. Tout le corps des chérubins, leurs dos et leurs mains, leurs ailes et les roues, étaient couverts d’yeux tout autour. Chacun des quatre avait sa roue. J’entendis qu’on donnait à ces roues le nom de tourbillon. Chacun des êtres vivants avait quatre faces. Les premières faces étaient des faces de chérubin, les deuxièmes des faces d’homme, les troisièmes des faces de lion et les quatrièmes des faces d’aigle. »
Les yeux correspondant ici à la science, les roues à la mobilité de leur esprit, qui peut examiner chaque aspect de la nature des choses. Les quatre faces ont plus tard été adoptées comme symbole des quatre évangélistes, le Tétramorphe, suivant la vision donnée dans le livre de l'Apocalypse : « Au milieu du trône et autour du trône, il y a quatre êtres vivants remplis d’yeux devant et derrière. Le premier être vivant est semblable à un lion, le second être vivant est semblable à un veau, le troisième être vivant a la face d’un homme, et le quatrième être vivant est semblable à un aigle qui vole. »
Anges de la doctrine, les Chérubins ont six ailes, entourant une tête seule, sans corps apparent (contrairement aux Séraphins) ; le tout est bleu. Le vitrail de saint Apollinaire à Chartres les représente de manière atypique avec trois paires d'ailes et un corps. Dans l'iconographie chrétienne du Moyen Âge, ils sont parfois représentés avec deux paires d'ailes bleues,, contrairement aux séraphins dotés de trois paires d'ailes rouges. La principale caractéristique permettant de les identifier est que les ailes ou le corps sont couverts d'yeux.
Le chérubin ne doit pas être confondu avec ce que le langage courant appelle « Chérubin », qui est un Putto : un angelot nu et ailé dans les représentations artistiques, souvent assimilé également à Cupidon.

#### Trônes

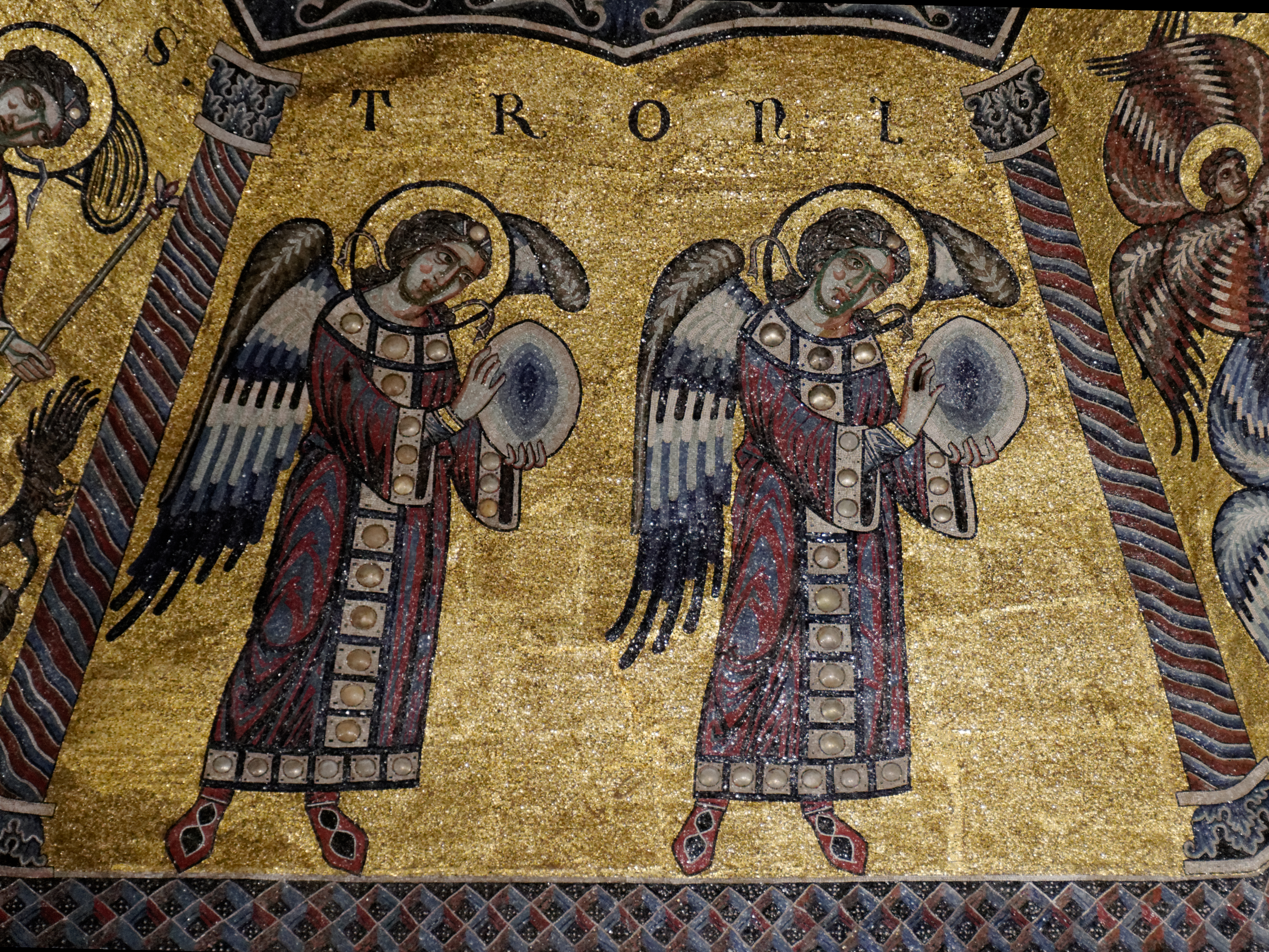
Trônes présentant une mandorle. Baptistère de la Cathédrale Santa Maria del Fiore, Florence.

Les Trônes forment le septième chœur de la hiérarchie céleste. Ils personnifient la justice et l'autorité de Dieu. D'après Denys l'Aréopagite, ils sont complètement sourds à toute tentation humaine et ont le privilège de servir de siège à Dieu et de fondation au monde, d'où leur désignation. Ils exercent la justice divine pour organiser le monde matériel et y inspirer les représentants de l'ordre. Le terme de « justice » ne doit pas être compris ici en termes de droit, mais plutôt en termes de cohérence entre la réalité et le plan divin : il s'agit plus de justesse que de justice au sens commun du terme.

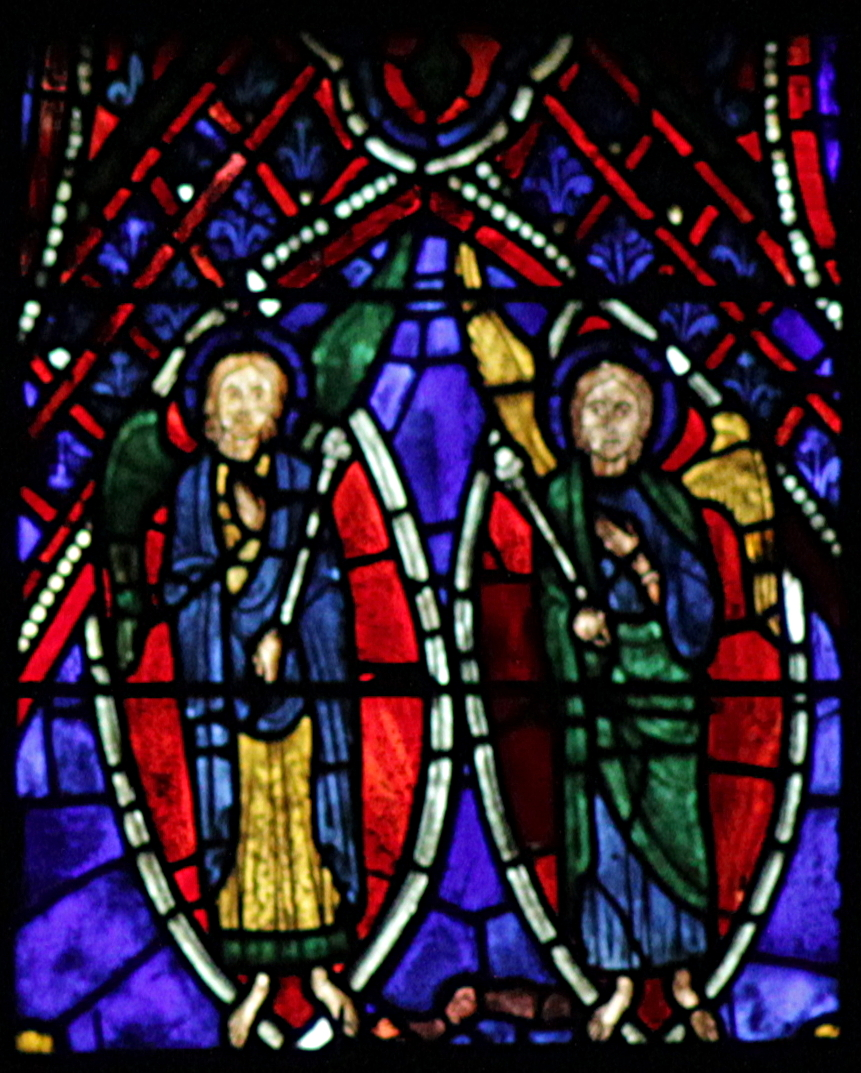
Cathédrale de Chartres, vitrail de saint Apollinaire : Trône avec sceptre et mandorle.

De nombreux passages bibliques évoquent le trône de Dieu, dont ils sont l'incarnation, mais sans désigner spécialement un ordre angélique : « Car c’est en lui qu’ont été créées toutes choses dans les cieux comme sur la terre, les visibles, les invisibles, les Trônes et les Seigneuries, les Autorités, les Puissances. »
Ils sont parfois assimilés aux vingt-quatre Anciens du livre de l'Apocalypse, qui sont attentifs à la volonté de Dieu et lui présentent les prières des hommes :
« Autour du trône je vis vingt-quatre trônes, et sur ces trônes vingt-quatre vieillards assis, revêtus de vêtements blancs, et sur leurs têtes des couronnes d’or. [...] les vingt-quatre vieillards se prosternent devant celui qui est assis sur le trône, ils adorent celui qui vit aux siècles des siècles, et ils jettent leurs couronnes devant le trône, en disant : Tu es digne, notre Seigneur et notre Dieu, de recevoir la gloire, l’honneur et la puissance ; car tu as créé toutes choses, et c’est par ta volonté qu’elles existent et qu’elles ont été créées. »
Ils sont parfois aussi identifiés aux roues vivantes du char de Dieu, suivant la vision de Daniel : « son trône était comme des flammes de feu, et les roues comme un feu ardent ». Ces mêmes roues apparaissent associées aux chérubins de la vision d'Ézéchiel, et la tradition juive leur donne alors le nom de Ophanim.
Ils n'ont pas d'attribut iconographique très fixé. Ils peuvent porter une couronne ou un sceptre, symbole de la royauté qu'ils représentent, et être associés à une mandorle, symbole du lien qu'ils établissent entre l'ordre céleste et l'ordre terrestre. Dans la statuaire de Chartres, le Trône a six ailes ocellées et est debout sur une roue ; à Milan, il a l'épée et Dieu dans une auréole.

### Hiérarchie du second degré
La triade intermédiaire a pour fonction de frayer un passage à la lumière divine. Elle comprend les Puissances, les Vertus et les Dominations. Ces trois ordres correspondent aux différentes aides que Dieu fournit aux hommes pour leur progression spirituelle.
L’idée de gouvernement renferme trois choses. La première, c’est la détermination des œuvres qu’il faut accomplir, et cela relève en propre des Dominations. La deuxième consiste à donner la faculté nécessaire pour pouvoir agir ; cela appartient aux Vertus. La troisième consiste à régler de quelle manière les directives données pourront être accomplies par ceux que cela regarde ; c’est l’office des Puissances.

#### Dominations

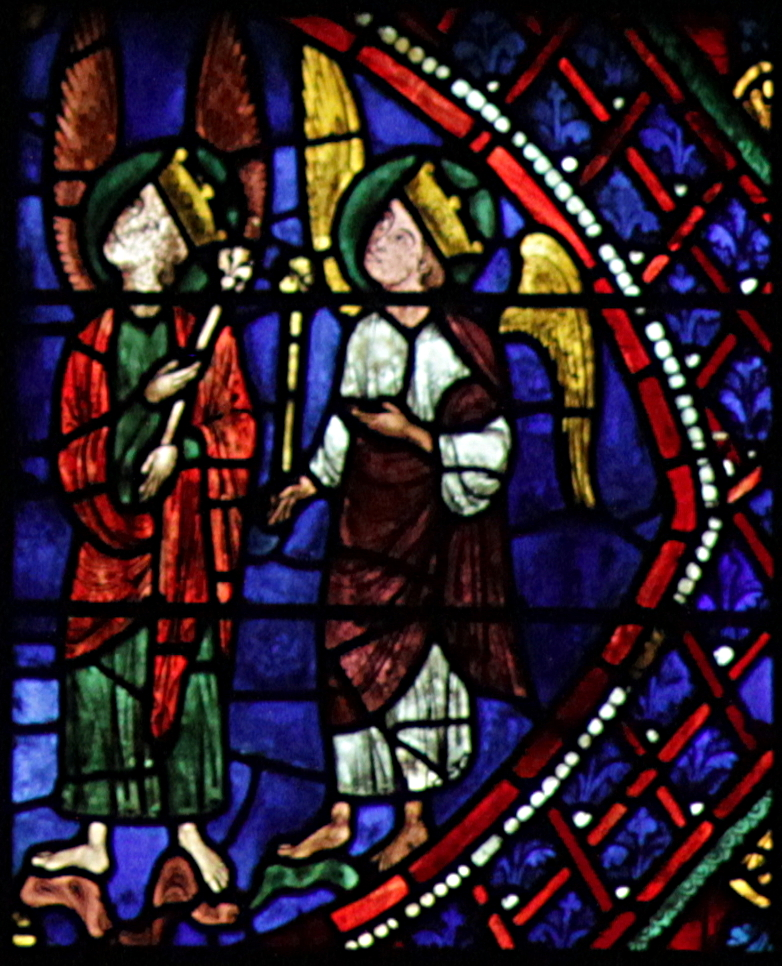
Cathédrale de Chartres, vitrail de saint Apollinaire : Dominations portant couronne et sceptre.

Les Dominations (Ep 1:21 ; Col 1:16) transmettent aux entités inférieures les commandements de Dieu. Elles sont libérées des passions, des dépravations et des tentations. D’après Denys, « les Saintes Écritures appellent Dominations les esprits plus élevés en dignité qui communiquent aux ordres inférieurs les dons de Dieu ».
Leur nom vient du latin dominationes, qui traduit le grec kyriotētes, ceux qui dominent, les Dominants, les Seigneurs.
Pour la Somme théologique, Selon Denys, le nom de Domination signifie d’abord une liberté exempte de la condition servile et de la sujétion quotidienne à laquelle le peuple est astreint, et de l’oppression tyrannique dont les grands eux-mêmes souffrent parfois. Puis ce nom signifie encore « un gouvernement ferme et inflexible qui n’est incliné à aucun acte servile ni à aucun de ces actes qu’entraîne la sujétion ou l’oppression causée par le tyran. » En troisième lieu enfin, ce nom signifie « le désir et la participation de la véritable souveraineté qui est en Dieu. »
Les Dominations sont traditionnellement figurées comme des êtres de forme humaine, à la beauté angélique et dotées d'une paire d'aile ; on les distingue des autres ordres par des attributs princiers, un orbe de lumière ornant l’extrémité de leur sceptre ou le pommeau de leur épée. Les Dominations, chez les Grecs, ont pour attributs : une aube, une ceinture d'or et une étole verte ; une
baguette d'or ou un sceptre terminé par une croix et le sceau de Dieu, inscrit à son nom. À Chartres, le vitrail du XIIIe siècle les habille richement, tunique et manteau, et leur donne, comme aux rois, le sceptre et la couronne ; à Milan, elles ont le sceptre et le globe.

#### Vertus

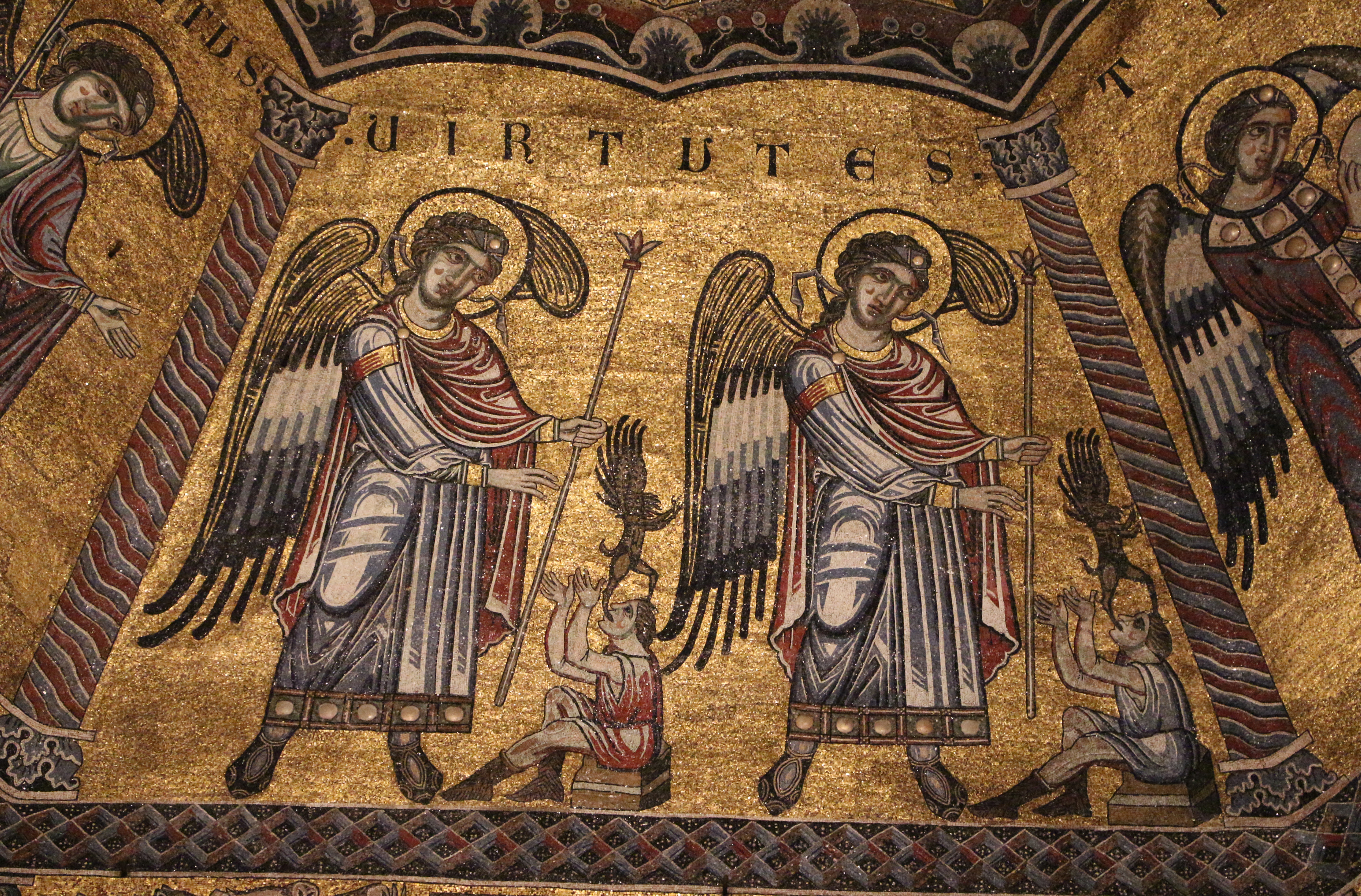
Baptistère de la basilique de Florence : les Vertus chassant les démons.

Les Vertus symbolisent la force et la vigueur durant un projet entrepris. Elles récompensent le chercheur en phase avec ses objectifs et qui ira au bout de sa démarche. On les invoque pour se redonner force et courage.
Le mot vertu peut revêtir une double signification : ou bien une signification commune en tant que la vertu est intermédiaire entre l’essence et l’opération ; sous ce rapport, tous les esprits célestes sont appelés vertus célestes aussi bien qu’essences célestes. - Ou bien le mot vertu comporte, dans sa signification, un certain excès de force, et sous ce rapport il est le nom propre d’un ordre angélique. C’est pourquoi Denys écrit que " le nom de vertu signifie une certaine force héroïque et inébranlable ", soit pour accomplir toutes les opérations divines qui conviennent aux anges de cet ordre, soit pour recevoir les choses divines. Autrement dit, il signifie que ces esprits abordent sans crainte les choses divines qui les regardent, et cela relève précisément de la force d’âme.
Leur nom grec dans Ep 1:21 vient de la racine dynamis (pl. dynameis), qui évoque dont l'idée de force, qui est également traduit par « Vertu » ou « Puissance ». La Somme théologique les désigne sous le terme de « vertu ».
Ces anges sont ceux qui accomplissent les signes et miracles dans le monde.
Les Vertus se confondent pour les attributs avec les Dominations. La baguette leur convient, comme à Moïse, car ce sont elles qui opèrent les miracles et les prodiges, dit Isidore de Séville ; à Milan, elles tendent les mains vers le ciel, pour signifier que Dieu seul opère par elles des miracles

#### Puissances

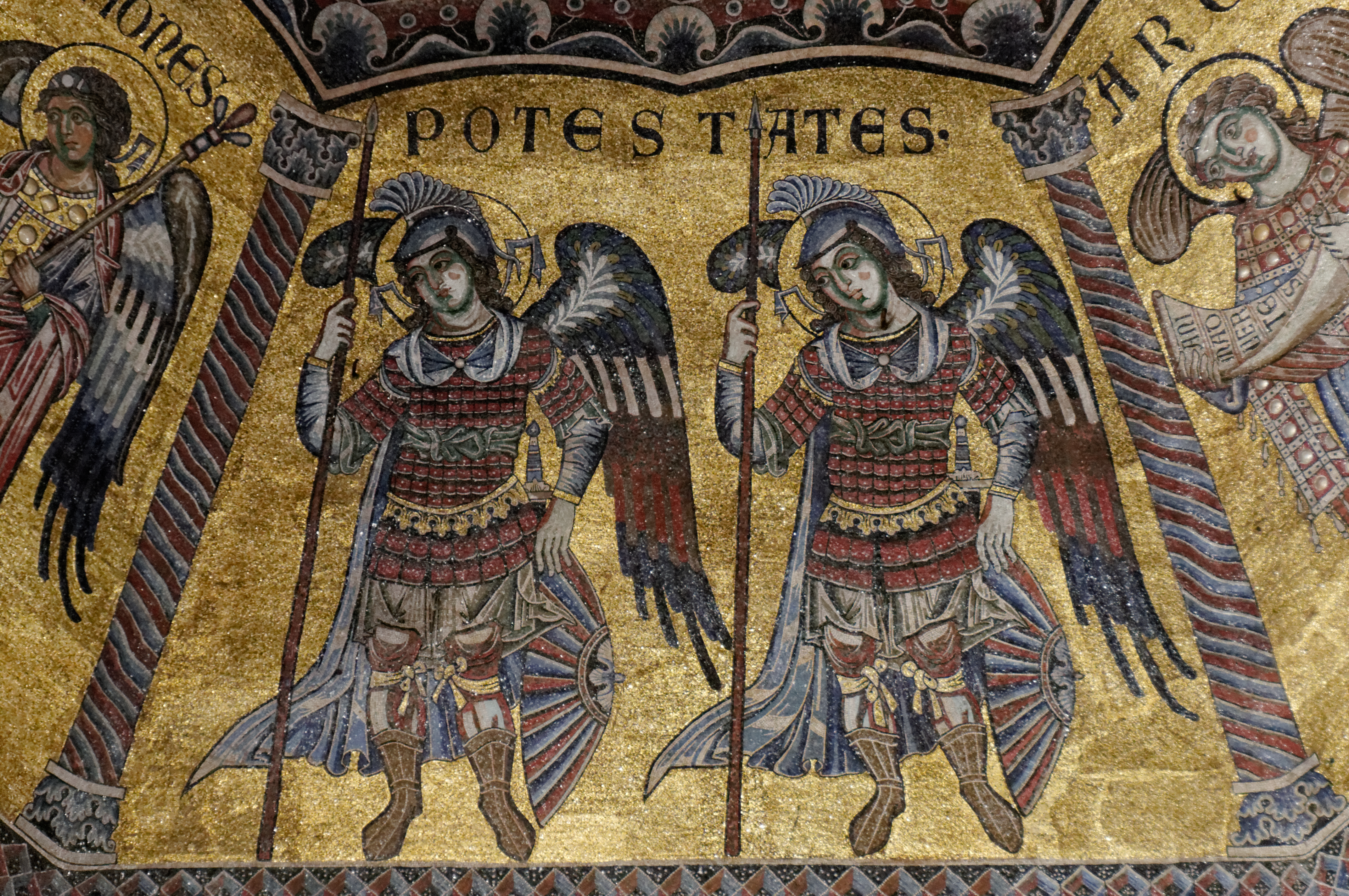
Baptistère de la Cathédrale Santa Maria del Fiore à Florence : Les Puissances.

Les Puissances, quatrième chœur de la hiérarchie céleste, travaillent essentiellement à maintenir l'ordre divin et lutter contre les démons,. 
Le nom de Puissance désigne un certain ordre établi, selon le mot de l’Apôtre (Rm 13:2) : « Celui qui résiste à la puissance résiste à l’ordre établi par Dieu. » Ce qui fait dire à Denys que le nom de Puissance désigne un certain ordre établi concernant soit la réception des choses divines, soit les actions divines que les esprits supérieurs exercent sur les inférieurs pour les élever à Dieu. - À l’ordre des Puissances revient donc de régler ce que les sujets qui leur sont soumis doivent exécuter.
Le terme grec qui les désigne dans Ep 3:10 est exousiai, pluriel de exousia, traduit en latin par potestas (f), pl. potestates.
Ces anges sont généralement représentés comme des soldats portant une armure et un casque, et dotés d'armes tant offensives que défensives — boucliers et lances, et chaînes rappelant leur fonction d'enchaîner les démons. Leurs attributs consistent dans l'aube, la baguette d'or, le sceau
de Dieu et le sceptre, ce qui ne les différencie pas suffisamment ; à Milan, leur poing fermé indique le combat et la victoire est exprimée par le démon qu'elles foulent aux pieds.

### Hiérarchie du troisième degré
Elle représente Dieu dans son action au-dehors : sage gouvernement, sublimes révélations, constants témoignages de bonté. Elle échappe à la raison humaine, seule la sainteté permet de les percevoir. 

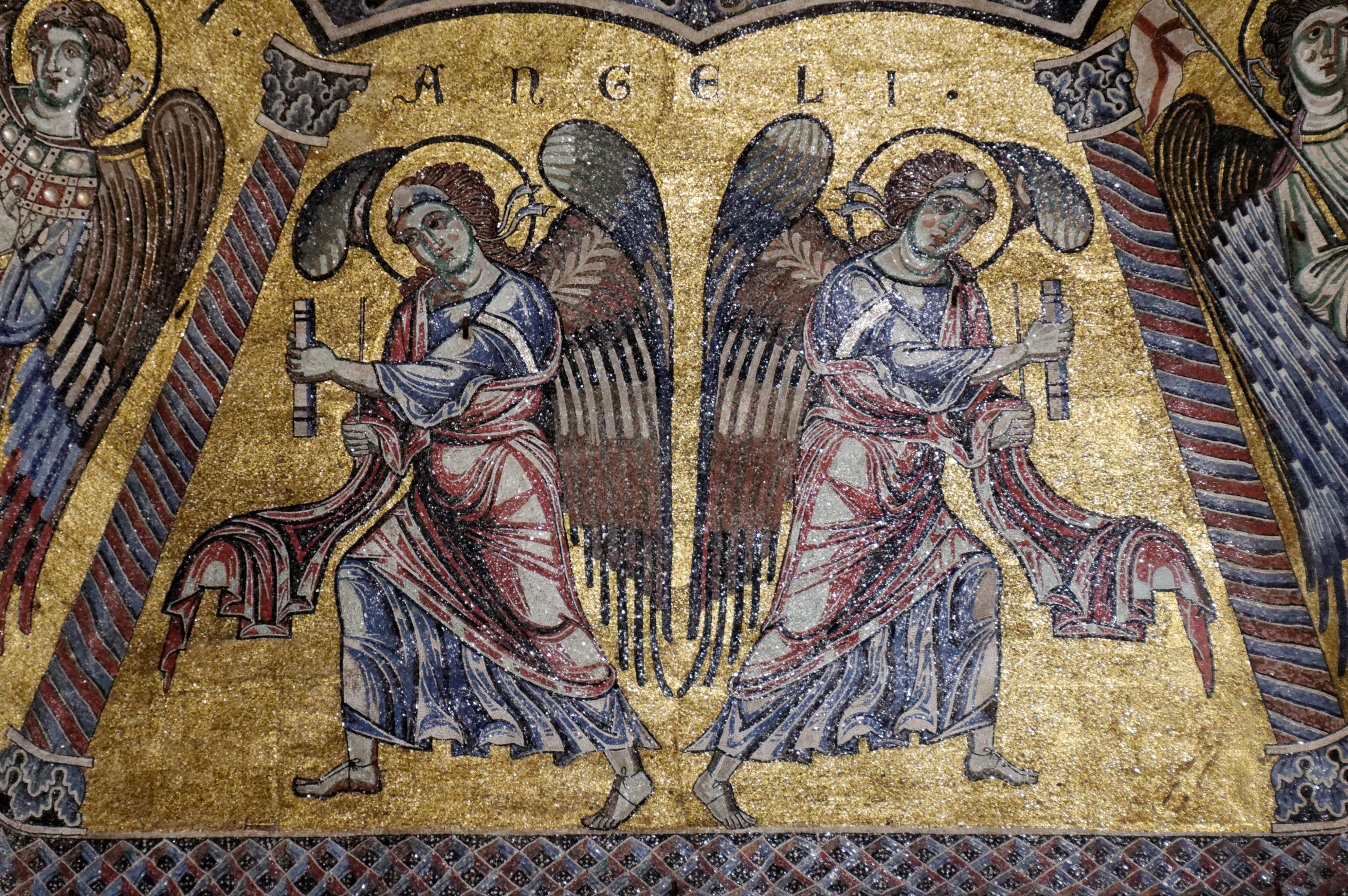
Baptistère de la basilique de Florence : Anges messagers.

Les Principautés dirigent et éclairent les anges et archanges. Leur mission consiste à faire régner un certain ordre sur la Terre par leur intervention céleste. Elles sont gardiennes du secret divin et veillent à son bon emploi. Les Principautés, chez les Byzantins, se reconnaissent à leurs armes, hache ou javelot ; à leur costume de guerrier ; à un lis fleuri et au sceau de Dieu. À Chartres, leurs attributs sont : l'aube, la dalmatique et l'évangéliaire, car dit saint Isidore de Séville, elles sont établies « ad explenda Dei ministeria quae facere subjecti debeant » et à ce titre on les assimile aux diacres. Milan leur met en main un rocher, surmonté d'un château fort.
Les Archanges sont les messagers extraordinaires de Dieu auprès des hommes. Saint Thomas d'Aquin place trois archanges ici : saint Michel, saint Gabriel et saint Raphaël. Cette tradition est reprise par le Magistère de l'Église Catholique Romaine. 
Le mot Archange (ἀρχάγγελος, arkhággelos) signifie en grec « dirigeant des anges », αρχι- (archí-) étant un préfixe désignant celui qui dirige. Ceux qui annoncent des nouvelles ordinaires sont des anges, mais ceux qui annoncent de grands événements sont des archanges. Ce sont eux qui dirigent les anges et leurs assignent leurs tâches quotidiennes. Les Archanges ont le costume militaire, tunique et manteau, glaive, lance et bouclier ; les Grecs y ajoutent le sceau de Dieu. À Milan, le phylactère dénote qu'ils sont des messagers célestes et parlent au nom de Dieu.
Les Anges sont ainsi appelés parce qu'ils sont envoyés du ciel pour annoncer des choses aux hommes, le mot grec ἄγγελος (ángelos) signifiant messager.

## Évolution ultérieure

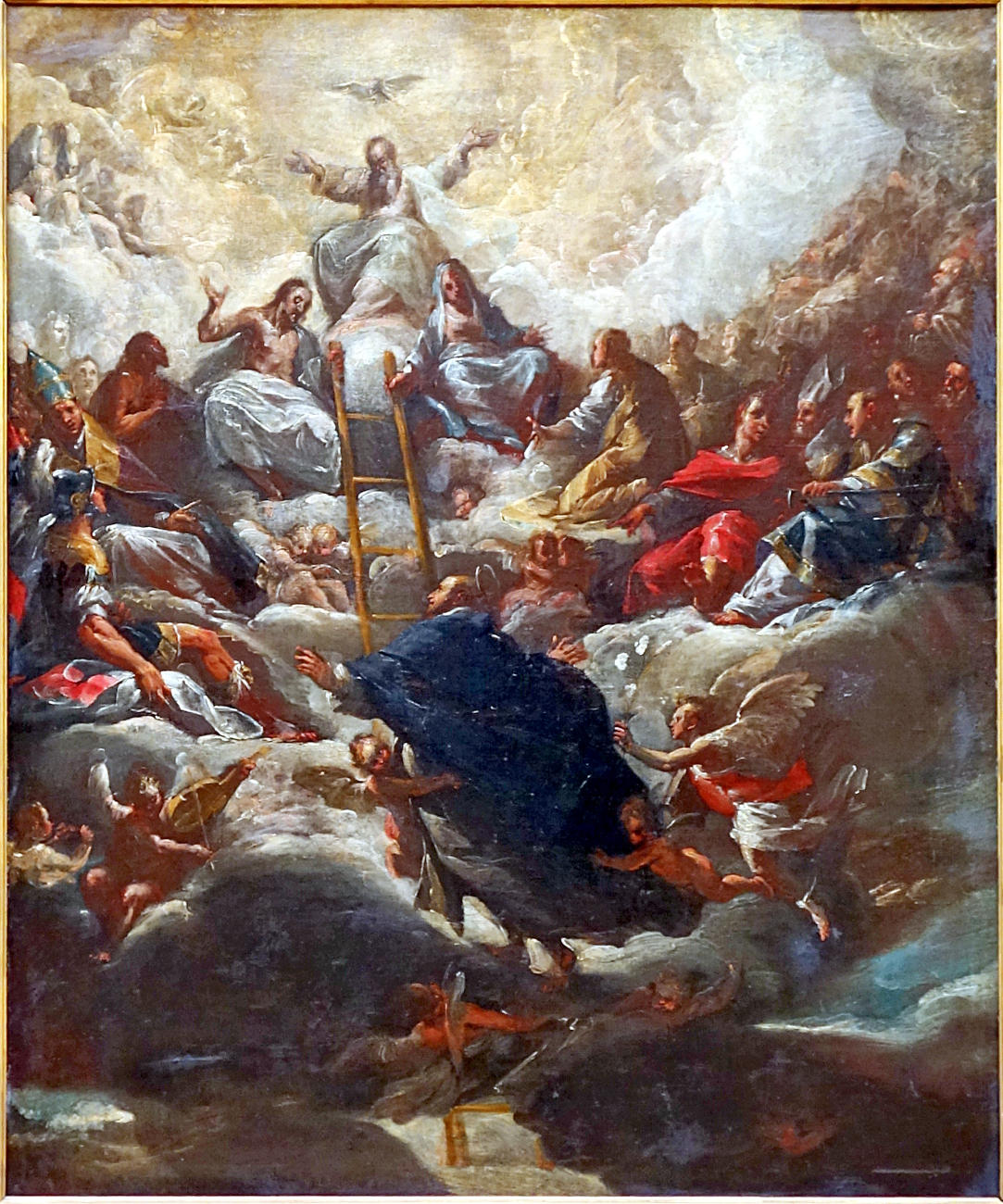
Apothéose de Thomas d'Aquin, le Docteur Angélique (France, XVIIe siècle)

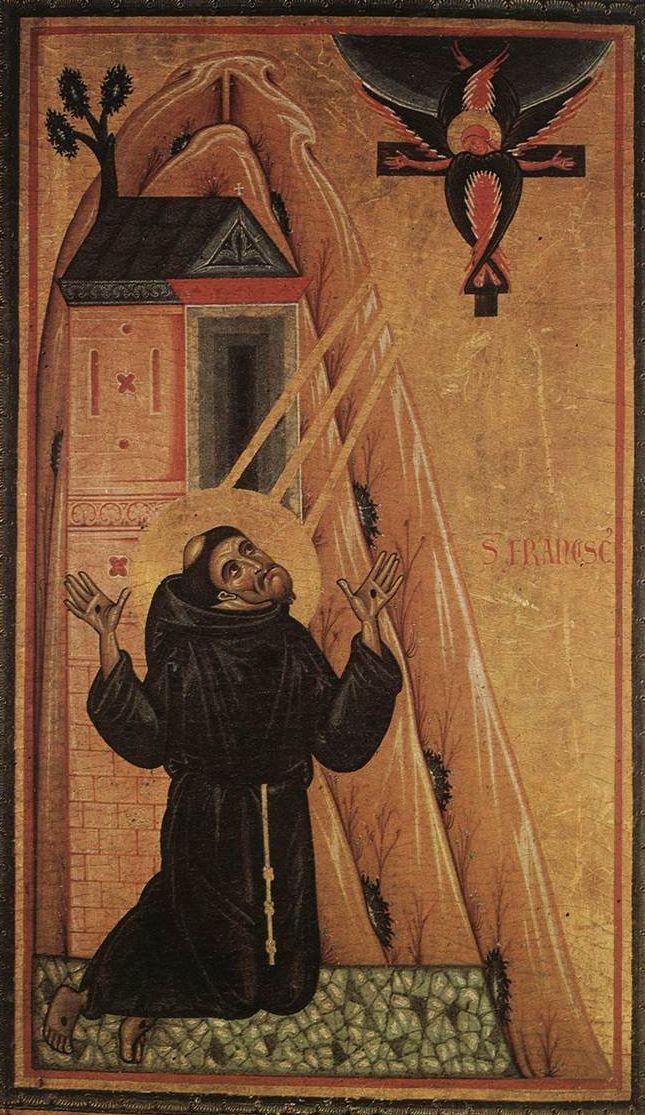
Une transformation de la Mystique : François d'Assise et le Séraphin (Maestro di San Francesco Bardi, 1240-1250)

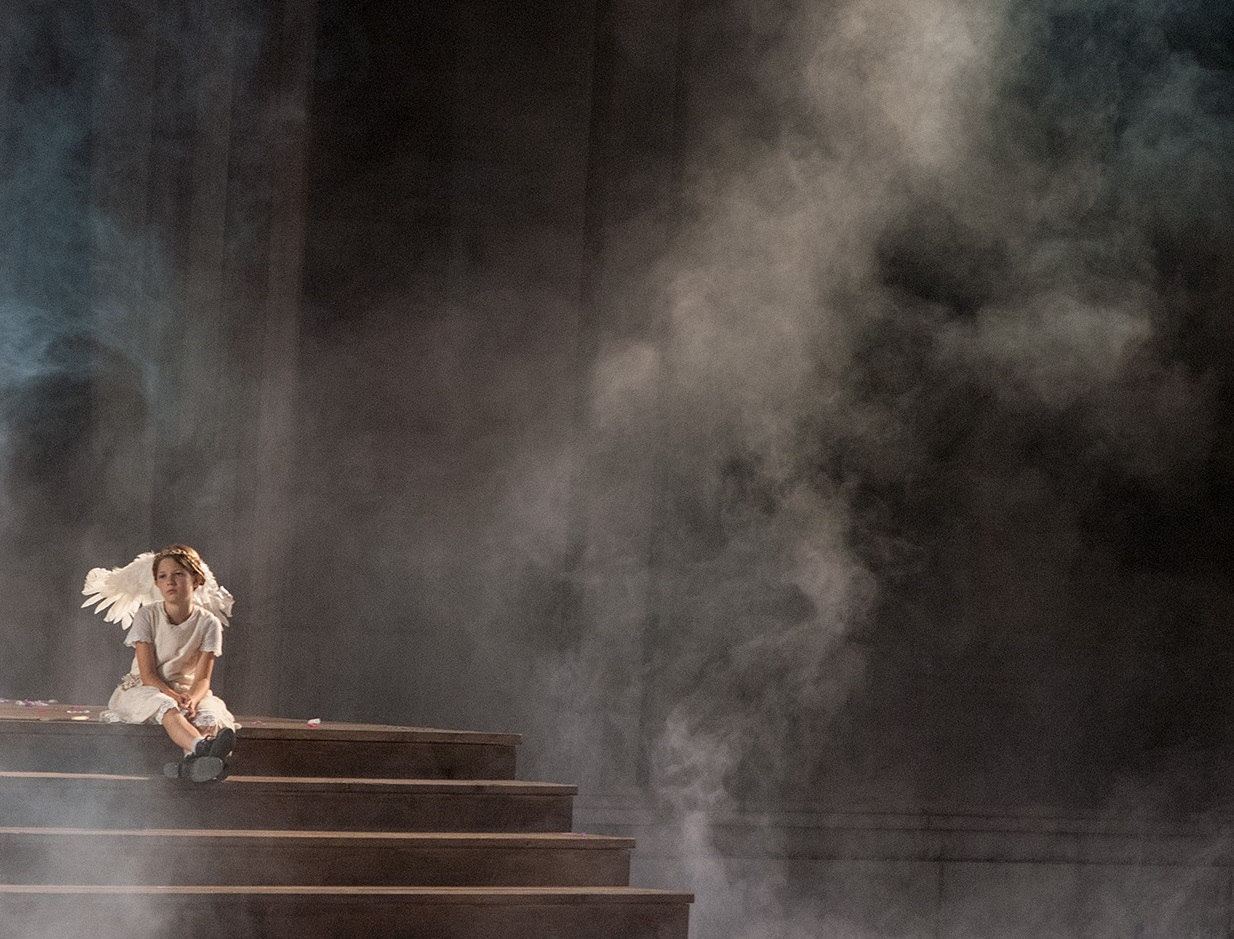
Une angélologie contemporaine (Jedermann, 2014)

### Dans la théologie
Chez les Pères latins, Augustin d'Hippone s'était essentiellement intéressé au mode de connaissance angélique, et Grégoire le Grand avait repris la systématisation de Denys, en n'y apportant que quelques modifications (il intervertit principautés et vertus). À leur suite, les théologiens médiévaux ne remettront pas en question les hiérarchies dyonisiennes, qui leur sont parvenues via les traductions de Jean Scot Érigène, mais à partir du XIIe siècle, les maîtres de la scolastique auront tendance à négliger l'aspect mystique de l'angélologie, pour se focaliser sur l'aspect intellectuel et même noétique des Intelligences séparées (sous l'influence de l'aristotélisme). L'intérêt pour la hiérarchie céleste en tant que telle, tend donc à s'estomper, à deux notables exceptions près : d'une part, Albert le Grand réserve aux anges, parmi les Intelligences séparées, la transmission de la lumière de grâce, et rapproche l'illumination immédiate du séraphin, de l'illumination de l'homme dans la vision béatifique; d'autre part, Bonaventure de Bagnoregio applique à l'âme humaine les opérations de la hiérarchie, en ce sens qu'illuminée par la sagesse divine, elle parcourt désormais les trois voies successives de la purification, de l'illumination et de l'union, non sans l'aide d'un ange qui lève les obstacles sur cet itinéraire. L'attention théologique se déplace donc de l'ange vers l'humain : non seulement l'étude de la nature angélique sert principalement à spéculer sur les potentialités de l'âme en général, mais les prérogatives naturelles de la hiérarchie céleste sont radicalement remises en question dans un discours où l'accent est porté sur la nécessité et l'universalité de la grâce divine pour toutes les créatures. Ainsi, selon Thomas d'Aquin, les anges étant rigoureusement incorporels, ils ne peuvent être classés par genre, et chacun est unique de son espèce, de sorte qu'aucune hiérarchie essentielle ne peut être déterminée entre eux : dans ces conditions, l'esprit humain doit se contenter de reconnaître un certain ordre mutuel, en fonction de l'éminence de telle grâce reçue.

### Dans la spiritualité
Parallèlement à cette évolution théologique, la piété médiévale a favorisé une individualisation des anges : dévotion à saint Michel Archange ou à l'ange gardien personnel. De plus, même si, dans la Mystique rhénane, l'ange représente encore à la fois un guide et un degré spirituels, il n'en demeure pas moins que, vers la fin du Moyen Âge, la fonction angélique tend à s'amenuiser au sein de nouvelles formes d'expérience mystique, où l'essentiel consiste désormais à communier à la Passion du Christ, et non plus à recevoir les irradiations de la lumière céleste. Alors qu'en Orient, avec Grégoire Palamas particulièrement, la théorie des énergies incréées continue à garantir aux anges un rôle de premier plan dans le processus de déification, en Occident, au contraire, la notion de stratification angélique ne passe pas le cap d'une Modernité marquée par le nominalisme (rejet des Universaux et des sphères intermédiaires), l'humanisme (centralité de l'humain) et l'individualisme (affirmation d'une identité irréductible). À partir du XVe siècle approximativement, sans que pour autant l'expression disparaisse des manuels, la hiérarchie céleste ne joue plus aucun rôle structurant, ni dans la théologie ni dans la mystique. Elle trouvera cependant refuge dans la marginalité de certains systèmes théosophiques du XVIIe siècle, et ce sous l'influence de la Kabbale. Ainsi, chez Jakob Böhme, les hiérarchies angéliques expriment le dynamisme de la nature divine et reproduisent le modèle de la Trinité, tandis que chez Angelus Silesius, elles permettent de scander les étapes spirituelles, au terme desquelles l'ange doit toutefois être dépassé, au bénéfice d'un face à face entre l'humain et la déité. Plus modestement, dans l'histoire de la spiritualité en général, la théorie bonaventurienne des trois voies constituera un instrument durable pour l'analyse et la vérification de la vie intérieure.

## Situation actuelle
Contrairement à la tradition orthodoxe, moins marquée par le personnalisme moderne, l'enseignement catholique contemporain se situe dans le prolongement de l'évolution qui vient d'être décrite. L'expression de hiérarchie céleste fait désormais exclusivement référence à l'œuvre historique du Pseudo-Denys. Ainsi, au niveau du magistère ordinaire, Jean-Paul II a évité d'employer cette expression, préférant évoquer, à propos des anges, un ensemble d'êtres personnels, porteurs d'un nom tantôt personnalisé tantôt collectif, et regroupés en chœurs. Même écho du côté d'un historien du gnosticisme : par rapport à la révélation chrétienne, la hiérarchie dionysienne est tout à fait accessoire et n'est nullement un objet de foi. D'autre part, concernant l'angélologie, Anselm Grün, spécialiste de la spiritualité, dresse un bilan contrasté : désintérêt des théologiens actuels mais engouement d'un public friand d'ésotérisme. Dans la perspective d'une psychologie des profondeurs, le bénédictin allemand préconise donc la redécouverte de l'ange gardien personnalisé, figure biblique de médiation, par laquelle Dieu manifeste sa présence agissante. Nulle mention d'une quelconque stratification angélique, mais reprise du vocabulaire des énergies, transposé dans le domaine du psychisme, où, par le moyen des anges, Dieu se sert des énergies qu'il a créées.